# Bystry Istok
Bystry Istok (russisch Бы́стрый Исто́к) ist ein Dorf (selo) in der Region Altai (Russland) mit 3852 Einwohnern (Stand 14. Oktober 2010).

## Geographie
Der Ort liegt knapp 120 km Luftlinie südsüdöstlich des Regionsverwaltungszentrums Barnaul und 60 km westsüdwestlich von Bijsk am linken Ufer des Ob.
Bystry Istok ist Verwaltungssitz des Rajons Bystroistokski sowie Sitz und einzige Ortschaft der Landgemeinde Bystroistokski selsowet.

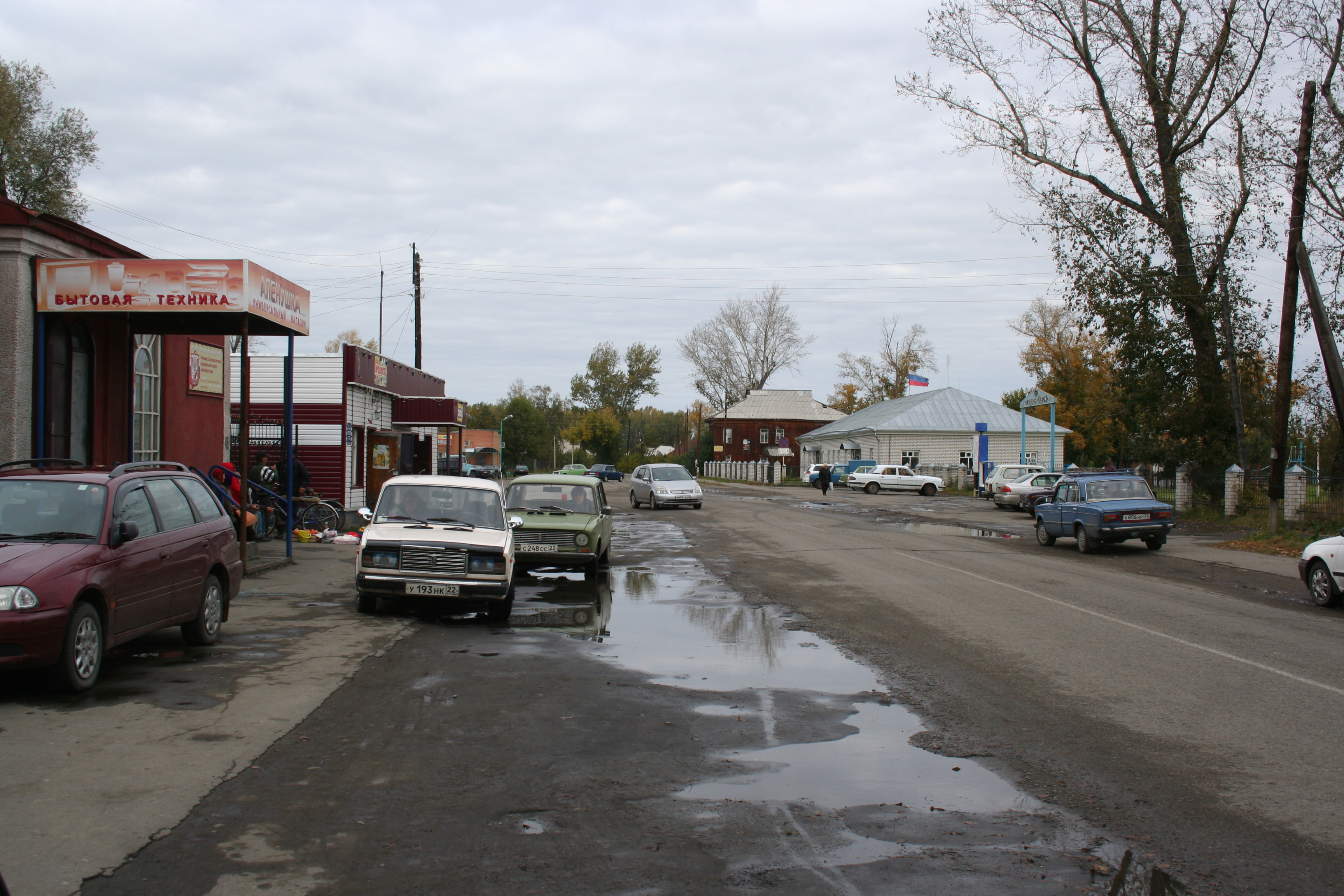
Leninstraße
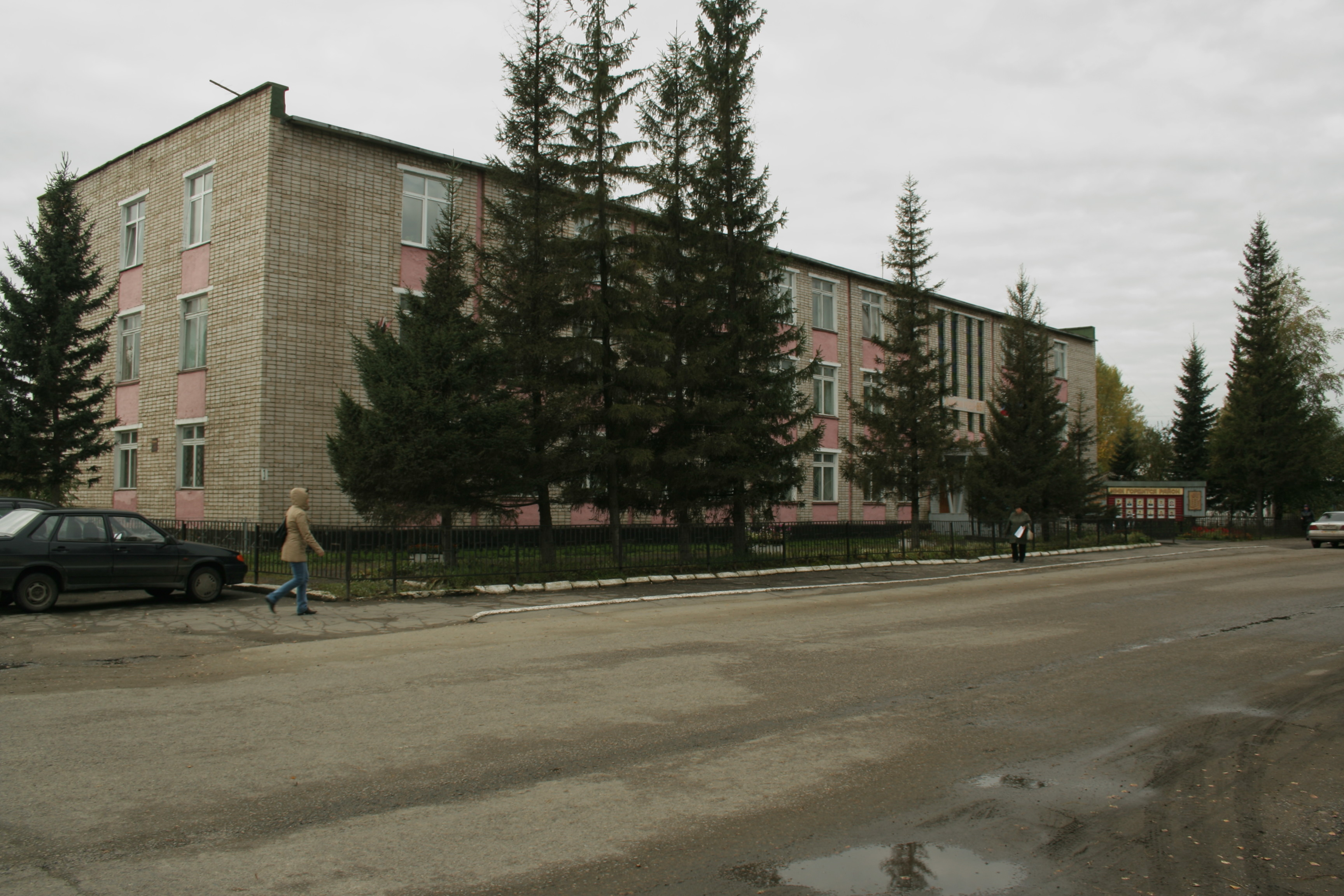
Rajonverwaltung
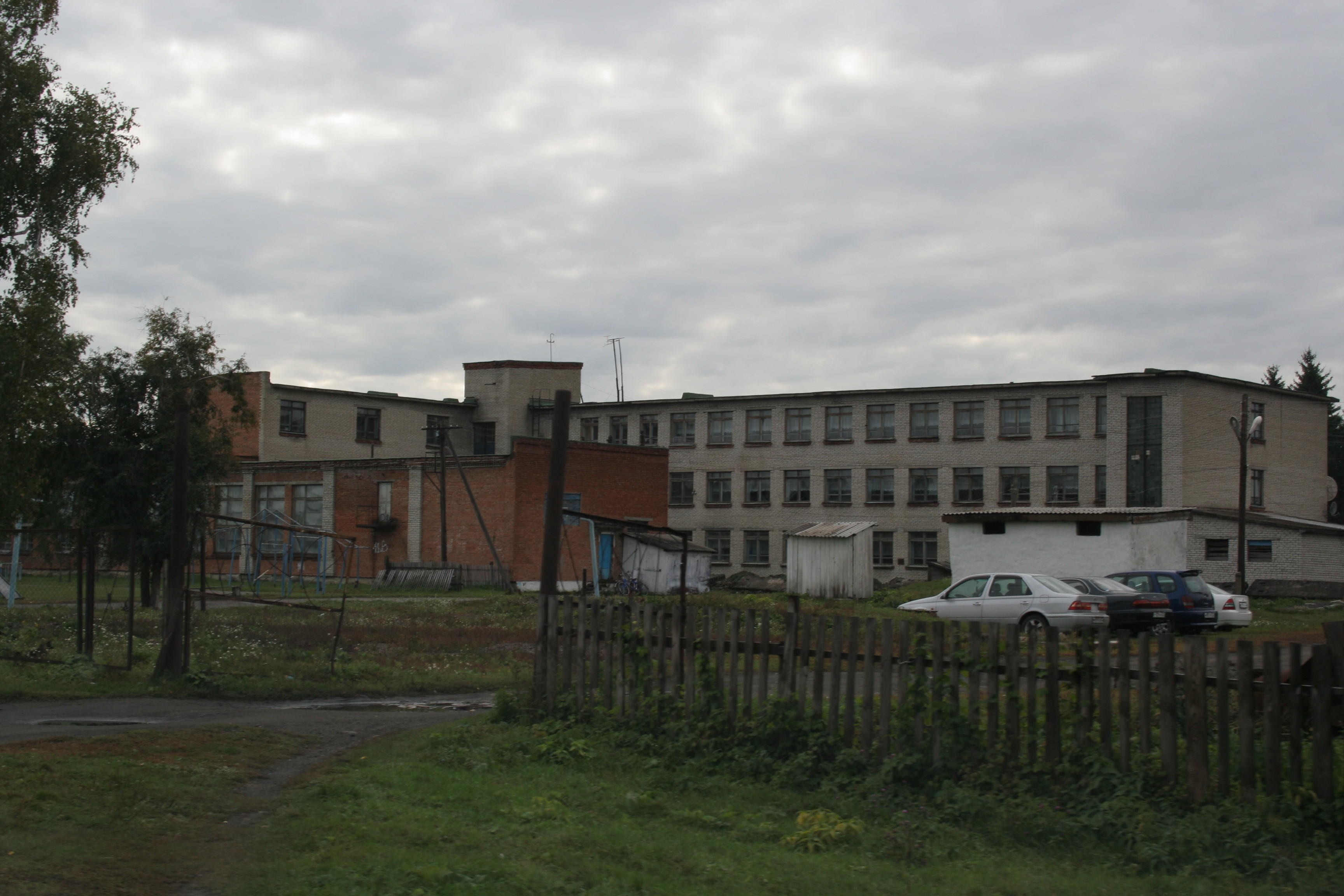
Schule

## Geschichte
Das Dorf wurde 1763 gegründet. 1925 wurde Bystry Istok Zentrum eines Rajons. Von den 1959 bis 1991 besaß der Ort den Status einer Siedlung städtischen Typs.

### Bevölkerungsentwicklung
| Jahr | Einwohner |
| ---- | --------- |
| 1939 | 8280      |
| 1959 | 6967      |
| 1970 | 6664      |
| 1979 | 6165      |
| 1989 | 6211      |
| 2002 | 4490      |
| 2010 | 3852      |

Anmerkung: Volkszählungsdaten

## Verkehr
Straßenverbindung besteht zur von Bijsk kommenden Regionalstraße, die etwa 20 km südlich von Bystry Istok den Ob-Nebenfluss Anui in das südwestlich benachbarte Rajonzentrum Petropawlowskoje folgt.

## Söhne und Töchter des Ortes
- Waleri Solotuchin (1941–2013), Schauspieler